# 毛萼甘青铁线莲
毛萼甘青铁线莲（学名：[Clematis tangutica var. pubescens] 错误：{{Lang}}：文本有斜体标记（帮助））为毛茛科铁线莲属下的一个变种。

## 扩展阅读
- 維基物種上的相關：毛萼甘青铁线莲